# リサ・ドノヴァン
リサ・ドノヴァン（Lisa Donovan）は米国の女優、脚本家で、ユーザーネームをLisaNovaとしたYouTubeの人気ヴィデオ・ブログから、自身の製作した短編コメディ・ヴィデオを配信して国を超えた注目を集めてきた。また、FOXテレビのスケッチ・コメディ番組『MADtv』のキャストの一員として特別出演した。
LisaNova名のチャンネルは、YouTubeでは4万人もの視聴予約者を得て、現在最も多いものから15番目という人気チャンネルとなっている。投稿ヴィデオ一本あたりにつき、平均で15万から30万という閲覧数だが、いくつかのヴィデオはさらに大量の視聴を得ている。
ドノヴァンは当初ただのLisaという名で、野心的にも一人で作り上げたスケッチ・コメディをYouTubeに投稿した。この時は10万に届く程度の視聴数があった。その後、友人たちと一緒に新たなコメディ・ブログのシリーズを創り始めると、これは非常な注目を集めて、閲覧数自体もすぐに上昇していった。
2006年の大晦日の夜、リサ・ドノヴァンと友人たちは、ザ・フレーミング・リップスが演奏中の舞台でダンスに興じることが出来た。このバンド主催による、YouTube上で催されたコンテストに優勝したご褒美だった。コンサート終了後、彼女は5本のシリーズ物のヴィデオを投稿したが、これは最初のオーディションの様子から、実際のコンサートの模様、終幕の一曲までを見届けたものだった。
2008年11月22日にサンフランシスコで開かれたYouTubeの公式イベントショー「YouTube Live」にも出演し、アラスカ州知事のサラ・ペイリンの物真似を披露するなどした。

## 『MADtv』
リサ・ドノヴァンは『MADtv』で新しく特別出演者として雇われる事になった。この時の模様は、当日の収録に観客として参加した者がMADtv』のファンサイトに第一報を入れた。彼女が最初にこなしたスケッチは『エレンの部屋』のパロディだったが、ここで彼女はABCのコメディ『アグリー・ベティ』の製作総指揮を務めたサルマ・ハエックを演じている。このスケッチの入ったエピソードは 2007年2月17日に放送された。特別出演者とはつまりは「見習い中」ということでもあり、彼女が次のシーズンでどんなポジションを得られるのか未定である。
以下にこれまでドノヴァン が演じたキャラクターと物真似した対象の主なものを挙げる。

### 物真似
- キーラ・ナイトレイ
- ケリー・ピックラー〔『アメリカン・アイドル』の第5シーズンでファイナリストまで勝ち残ったカントリー・シンガー。〕
- サルマ・ハエック
- リンジー・ローハン
- サラ・ペイリン
- ヒラリー・クリントン

### キャラクター
「(スケッチ名)オスカー・スペシャル」：ヴィデオ店の女／アイク〔出演者〕のガールフレンド／ボビー〔出演者〕のガールフレンド
- 「イタリア人のステレオタイプ」：人妻
- ヒラリークリントンのサポーター